# Mesostigmatophyceae
Mesostigmatophyceae je třída zelených řas, na přelomu tisíciletí vyčleněná z parafyletického oddělení Charophyta (parožnatky v širším smyslu) na základě molekulárně-biologických fylogenetických analýz.
Zahrnuje pouhé dva popsané recentní rody vodních řas (stav k roku 2025). Jedná se o jednobuněčné, volně pohyblivé řasy.
Zástupci rodu Mesostigma mají zploštělé oválné buňky bez dvoustranné symetrie a dva bičíky přibližně stejné délky. Buňky obsahují jeden mističkovitý chloroplast ohraničený dvojitou membránou.
Rod Spirotaenia má protáhlé válcovité buňky se šroubovitě stočeným chloroplastem, často sdružené do párů v gelové matrici. Bičíkaté spory jsou kulového tvaru. Nepohlavně se množí příčným dělením, pohlavní rozmnožování u něj probíhá spájením, tedy způsobem známým jinak pouze u mnohobuněčných spájivých řas třídy Zygnematophyceae (do kterých byl původně řazen).

## Systém
Původní vymezení této třídy zahrnovalo dvě vývojové linie představované řády Mesostigmatales (jednobuněčné, volně pohyblivé řasy) a Chaetosphaeridiales (vláknité stélky, obalené společnou trubičkou z buněčné stěny bez plazmodezmat, s bičíkatými jednobuněčnými zoosporami). Později se uvažovalo o rozšíření o skupiny zahrnující rody Chlorokybus (Chlorokybales) a Spirotaenia.
Aby byly redukovány parafyletické taxony identifikované na základě genomických analýz, bylo vymezení třídy později naopak redukováno na monotypickou třídu zahrnující jediný recentní řád, čeleď i druh. Rod Spirotaenia, který byl na základě podobnosti morfologie i rozmnožování (spájení) řazen tradičně do spájivých řas (Conjugatophyceae, nově Zygnematophyceae), konkrétně čeledi Mesotaeniaceae Oltmanns 1904, však byl na základě molekulárních analýz identifikován jak bazálnější streptofytní linie blízká čeledím Chlorokybales a Mesostigmatales a v moderních systémech respektujících fylogenetickou přirozenost je aktuálně (rok 2025) řazen jako rod incertae sedis do třídy Mesostigmatophyceae.
Třída:  MESOSTIGMATOPHYCEAE Marin et Melkonian, 1999
- rod incertae sedis Spirotaenia Brébisson, 1848

- řád: Mesostigmatales Cavalier-Smith, 1998
  - čeleď: Mesostigmataceae Marin et Melkonian 1999
    - rod Mesostigma Lauterborn, 1894